# Robert F. Woodward
Robert Forbes Woodward (Mineápolis, 1 de octubre de 1908-Washington D. C., 18 de mayo de 2001) fue un diplomático estadounidenses que se centró en las relaciones de los Estados Unidos con América Latina y España, siendo embajador en varios países y secretario de Estado adjunto para Asuntos Interamericanos del Departamento de Estado entre 1961 y 1962.

## Biografía

### Primeros años
Nació en Mineápolis y se graduó en 1930 en la Universidad de Minnesota.

### Carrera diplomática
Ingresó al servicio exterior en 1931 y, a lo largo de su carrera, desempeñó diversos cargos en consulados y embajadas estadounidenses en Winnipeg (Canadá), Buenos Aires (Argentina), Asunción (Paraguay), Bogotá (Colombia), Río de Janeiro (Brasil), La Paz (Bolivia), Ciudad de Guatemala (Guatemala), La Habana (Cuba) y Estocolmo (Suecia).
En el Departamento de Estado, fue jefe adjunto de la División de las Repúblicas Americanas entre 1941 y 1942, y director adjunto de la Oficina de Asuntos de las Repúblicas Americanas entre 1947 y 1949. Entre 1952 y 1953 fue jefe de la División de Personal del Servicio Exterior. En 1954 fue nombrado embajador en Costa Rica. Posteriormente, fue embajador en Uruguay entre 1958 y 1961 y brevemente embajador en Chile en 1961.

#### Secretario de Estado adjunto para Asuntos Interamericanos

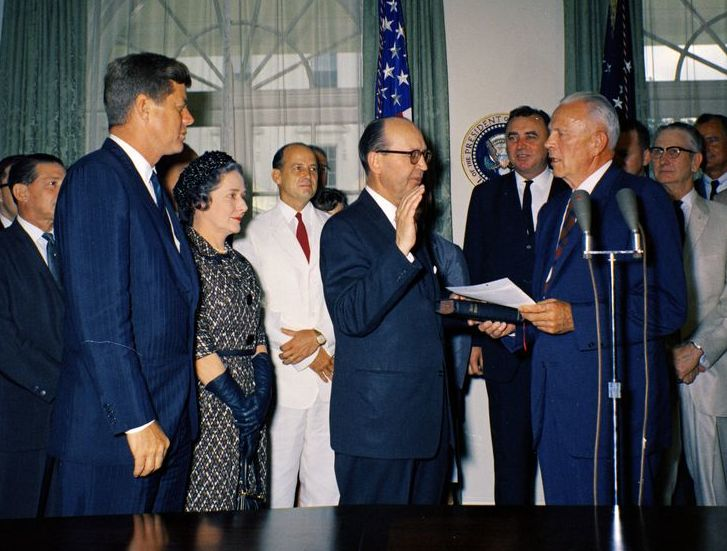
Woodward tomando juramento como secretario de Estado adjunto. A la izquierda, John F. Kennedy.

A mediados de 1961 es designado, por el presidente John F. Kennedy, como secretario de Estado adjunto para Asuntos Interamericanos. Su nombramiento ocurrió en el contexto de un cambio de la política exterior estadounidense hacia América Latina, tras la invasión de Bahía de Cochinos, dando cuenta de la preocupación estadounidense por los problemas económicos de las esos estados y la propagación del comunismo.
Woodward quedó a cargo de organización de la primera reunión de la Alianza para el Progreso, que se convertiría en el programa de ayuda económica, política y social de Estados Unidos hacia los países latinoamericanos. Fue uno de los defensores del programa y presionó para que el gobierno estadounidense promoviera el Banco Interamericano de Desarrollo, establecido en 1960. También trabajó para que Cuba fuera expulsada de la Organización de los Estados Americanos (OEA).

### Años posteriores
Después de permanecer ocho meses en el cargo, fue reemplazado por Edwin M. Martin y designado embajador en España. Ocupó el cargo hasta 1965, participando en las negociaciones de un acuerdo para el estacionamiento de submarinos estadounidenses en la Base Naval de Rota, en Andalucía. Posteriormente fue asesor en negociaciones relativas al canal de Panamá y representante estadounidense en una conferencia para enmendar la Carta de la Organización de los Estados Americanos.
Se retiró del servicio exterior en 1968, y en 1970, se convirtió en rector del Elbert Covell College de la Universidad del Pacífico en California. Posteriormente fue consultor y miembro de la Comisión Interamericana de Derechos Humanos de la OEA por cuatro años, entre 1972 y 1976.
Falleció de una enfermedad cardiovascular el 18 de mayo de 2001 en su hogar de Washington D. C.